# Fåresvingel
Fåresvingel (Festuca ovina), ofte skrevet fåre-svingel, er en græsart, som er meget almindelig i hele Danmark på tør og veldrænet jord. Den findes af samme grund især i heder samt på overdrev og klitter. Planten kan blive ukrudtsagtig i græsplæner på mager jord.

## Kendetegn
Fåresvingel er en flerårig, urteagtig plante (græsart) med en tueformet vækst. Bladene er grundstillede og sammenlagte, så de fremtræder trådformede og stive. De er ru på den yderste del, og da bladskederne tidligt gulner, ser planten ofte halvvissen ud. Stænglerne er længere end tuens blade, sådan at blomsterne hæves fri af dem. Blomstringen foregår i maj-juni, hvor man finder blomsterne samlet i endestillede, kun lidt forgrenede toppe. Blomsterne er 3-tallige og reducerede, som det er almindeligt for græsserne (se illustrationen under Græs-familien). Der er 3-9 blomster i hvert småaks, og dækbladene bærer en kort stak. Frugterne er nødder.
Rodsystemet er trævlet og når både vidt omkring og dybt ned.
Tuen når en højde på ca. 25 cm, og næsten det samme i bredden. De blomsterbærende stængler er 10-15 cm længere.

## Udbredelse
Fåresvingel har sin oprindelige udbredelse fra Makaronesien og Nordafrika over Lilleasien, Kaukasus, Centralasien og Sibirien til Russisk Fjernøsten, Korea, Japan og Kina. Den er desuden udbredt over hele Europa, og i Danmark er den meget almindelig på tør og sandet jord. arten er naturaliseret talrige andre steder med subtropisk eller tempereret klima. Den er knyttet til lysåbne voksesteder med en jordbund, der er tør og veldrænet, næringsfattig og sur.
På de sandede overdrev i Rødme Svinehaver i Egebjerg Bakker nordvest for Svendborg findes arten sammen med bl.a. alm. gyldenris, alm. kongepen, femhannet hønsetarm, håret høgeurt, katteskæg, liden klokke, lyngsnerre, lægeærenpris, pillestar, rødknæ, tandbælg, tidlig dværgbunke, tormentil og vellugtende gulaks
| Portal | Portal:Botanik |

## Note
1. ↑  Bent Vestergaard Petersen: Fyns sandede overdrev Arkiveret 16. oktober 2013 hos  Wayback Machine hurtig gennemgang af de vigtigste arter på disse overdrev